# Tannhäuser
|  | Aquest article tracta sobre el poeta alemany. Vegeu-ne altres significats a «Tannhäuser (òpera)». |

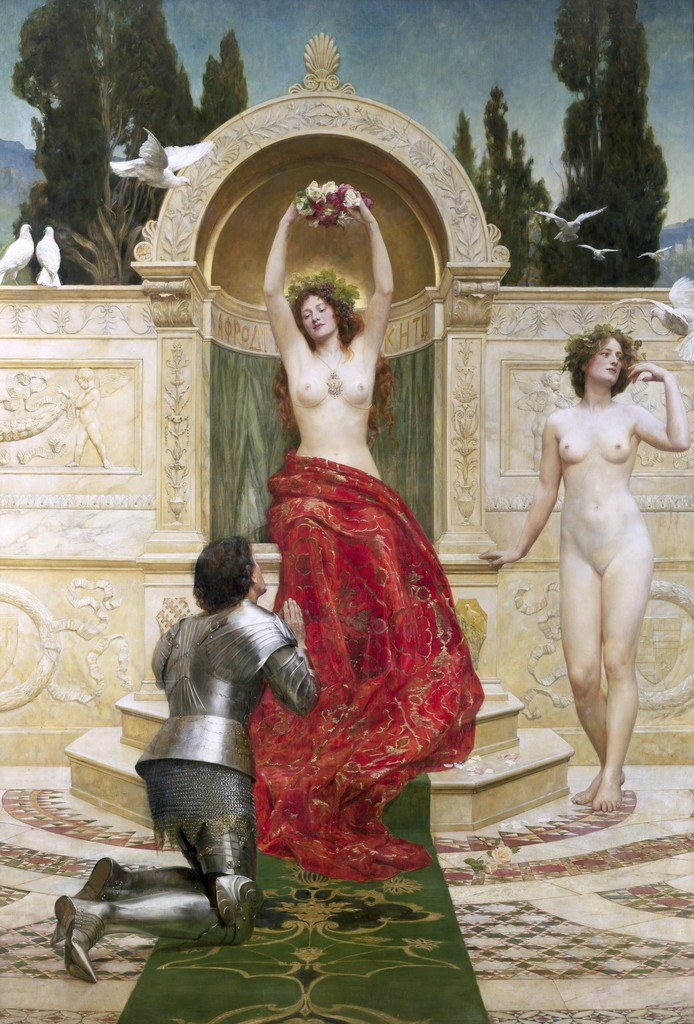
Tannhäuser al Venusberg adorant Venus. Per John Collier, 1901.

Tannhäuser (1205 - 1270) fou un poeta alemany. Nascut al si d'una família de cavallers de la regió de Salzburg, es creu que va participar en la Croada de 1228 i que, després de freqüentar les corts del duc d'Àustria Frederic II, i del duc de Baviera Otto II, va dur una vida de poeta errant a Alemanya, component poesies líriques i cançons (Tanzlieder) que marquen l'inici del declivi del Minnesang (tradició lírica influïda per l'amor cortès provençal).

## Llegenda
Pocs anys després de la seva mort va sorgir la llegenda entorn de la seva figura. Es contava que després de dur una vida dissoluta i pecadora al Venusberg, havia peregrinat a Roma, on el papa Urbà IV li hauria dit que era tan impossible concedir-li el perdó com veure reverdir el seu bastó de pelegrí. Algunes versions conten que, durant el seu camí de tornada, el seu bastó es va cobrir de fulles; unes altres, que es va penedir i va anar a parar a Terra Santa, on va morir.
Segons alguns autors aquesta llegenda medieval preservà el mite de Venus, segles després que l'adoració d'aquesta deessa fou abolida pel cristianisme.

## Òpera
La seva llegenda va inspirar nombrosos poetes i músics alemanys, entre ells Heinrich Heine i Richard Wagner, qui el 1845 va compondre la cèlebre òpera Tannhäuser.

## Altres referències
En la pel·lícula Blade Runner el replicant Roy Batty, agonitzant, fa una espontània referència a una fictícia «Porta de Tannhäuser» abans de morir. Aquesta frase s'ha convertit ja en una de les més famoses de la història del cinema: 
«He vist coses que vosaltres els humans no us creuríeu mai de la vida. He vist com atacaven naus incendiades més enllà d'Orió. He vist raigs-C que brillen en la foscor de la Porta de Tannhäuser. Tots aquests moments segur que es perdran en el temps, com llàgrimes en la pluja. És hora de morir.»